# 朝酌村
朝酌村（あさくみむら）は、島根県八束郡にあった村。現在の松江市西尾町、朝酌町、福富町、大井町、大海崎町にあたる。

## 地理
- 湖沼：中海[1]
- 河川：大橋川[1]

## 歴史
- 1889年（明治22年）4月1日、町村制の施行により、島根郡朝酌村、西尾村、福富村、大井村、大海崎村が合併して村制施行し、朝酌村が発足[1][2]。
- 1896年（明治29年）4月1日、郡の統合により八束郡に所属[2]。
- 1937年（昭和12年）9月1日、松江市の一部を編入[2]。
- 1939年（昭和14年）11月1日、松江市に編入され廃止[1][2]。

### 地名の由来
『出雲国風土記』の記述に、熊野大神命が大神の朝の神饌に奉仕する部族（くみ）の集落を当地に定めたことによるとあるため。

## 産業
- 農業、漁業[1]